# 이별 없는 아침 (2001년 드라마)
《이별 없는 아침》은 SBS에서 2001년 3월 12일부터 이듬해 10월 6일까지 매주 월~토 오전 8시 30분에 방영되었던 드라마로, 한정서 역에는 당초 박예진이 낙점됐으나 MBC 미니시리즈 《네 자매 이야기》에 캐스팅되어 고사했다.

## 등장 인물
- 송채환(한정인)
- 선우재덕(권찬영)
- 최수린(윤현수)
- 안정훈(한정우)
- 유서진(이지혜)
- 김정현(정민규)
- 김민선(한정서)
- 정은표(지석주)
- 방경림(고행자)
- 정혜선(이순주)
- 한인수(윤진혁)
- 박근형(권기섭)
- 김두삼(이선호)
- 김영옥(김경희)
- 정후(한정애)
- 고민성(박노수)
- 김승민, 고미영, 이상숙, 민경조, 박연수, 김형범, 권오영, 원숙희, 이다연, 백승욱, 김수련, 황금희, 정의갑, 김진태, 한영숙